# Tafourah-Grande Poste (metropolitana di Algeri)
Tafourah-Grande Poste è una stazione della linea 1 della metropolitana di Algeri.

## Strutture e impianti
È una stazione sotterranea a 4 binari, due per ogni senso di marcia, serviti da due banchine laterali per ciascun lato.

## Servizi

Ingresso alla stazione.

La stazione dispone di 7 accessi: 
- 1: via Émir El Khattabi;
- 2: Grande Poste (chiuso);
- 3: via Tayeb Ferhat;
- 4: via Sergent Addoun Ahmed;
- 5: Università di Algeri;
- 6: via Arezki Hamani;
- 7: via dei Fratelli Merouane.

## Interscambi
• Linee di bus ETUSA, linee 5, 6, 8, 15, 37, 43, 57, 72, 74, 90, 92, 98, 99, 100, 101, 113, 121 e 127.